# Shallan Meiers
Shallan Meiers (nacida el 30 de septiembre de 1981 en San Diego, California) es una actriz y modelo estadounidense. 
Fue elegida por Playboy como Playmate del Mes en septiembre de 2002 después de aparecer en el especial de televisión Who Wants to Be a Playboy Centerfold?, que fue emitido en Fox en mayo de 2002.  Meiers quedó segunda, perdiendo contra Lauren Anderson y Christina Santiago. Todas las tres con el tiempo se convirtieron en Playmates.